# Lispocephala steini
Lispocephala steini är en tvåvingeart som beskrevs av Shinonaga och Huang 2007. Lispocephala steini ingår i släktet Lispocephala och familjen husflugor.
Artens utbredningsområde är Taiwan. Inga underarter finns listade i Catalogue of Life.